# Yeouido-dong
Yeouido-dong là một dong, phường của Yeongdeungpo-gu ở Seoul, Hàn Quốc.

## Điểm thu hút
- Quốc hội Hàn Quốc
- Munhwa Broadcasting Corporation (MBC)
- Korean Broadcasting System (KBS) - KBS New Wing Open Hall nằm ở Yeouido-dong, là trung tâm phát sóng và ghi hình của một vài chương trình của KBS với khán giả trường quay, tên chương trình ca nhạc phát sóng trực tiếp hằng tuần là Music Bank.[3]
- Tòa nhà 63
- Yeouido
- Công viên Yeouido
- Trung tâm Tài chính Quốc tế Seoul

- IFC Office Towers - mở cửa vào 2011
- IFC Mall Seoul - mở vào tháng 8 năm 2012
- Conrad Seoul - mở cửa vào 12 tháng 11 năm 2012

## Kinh tế
Hanjin Shipping, LG Corp., và Keoyang Shipping có trụ sở chính ở Yeouido-dong.

## Liên kết
- Trang chính thức Yeongdeungpo-gu Lưu trữ ngày 13 tháng 11 năm 2007 tại archive.today
- Bản đồ Yeongdeungpo-gu Lưu trữ ngày 13 tháng 11 năm 2007 tại archive.today tại trang chính thức Yeongdeungpo-gu
- (tiếng Hàn) Trang dân cư Yeouido-dong chính thức Lưu trữ ngày 10 tháng 10 năm 2008 tại Wayback Machine